# Сорі
Сорі (італ. Sori, ліг. Söi) — муніципалітет в Італії, у регіоні Лігурія,  метрополійне місто Генуя.
Сорі розташоване на відстані близько 390 км на північний захід від Рима, 15 км на схід від Генуї.
Населення — 4251 особа (2014).

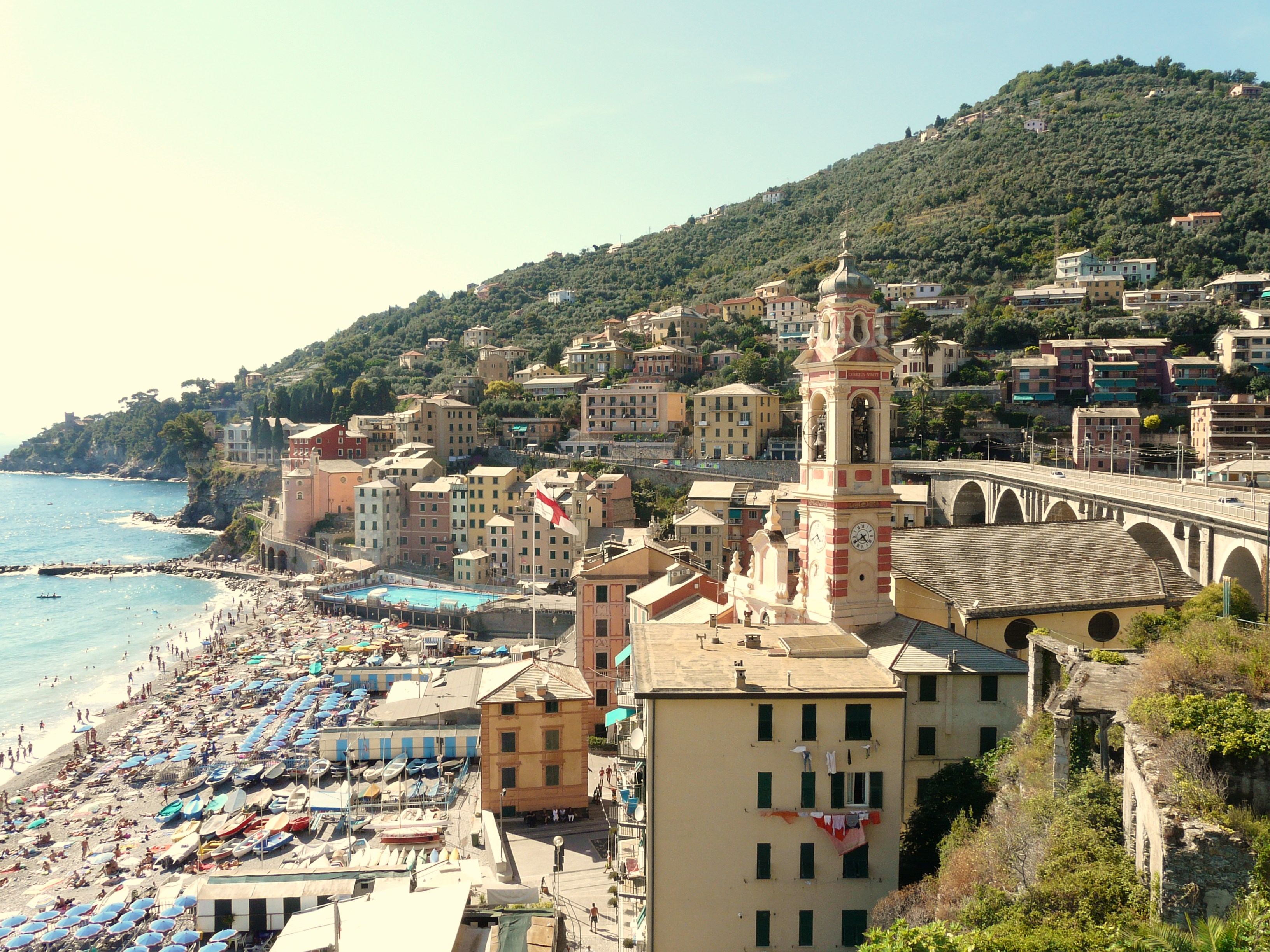

Щорічний фестиваль відбувається 20 липня. Покровитель — Santa Margherita d'Antiochia.

## Демографія
Населення за роками:

Станом на 1 січня 2023 року в муніципалітеті офіційно проживало 219 іноземців з 42 країн, серед них 37 громадян країн Євросоюзу та 10 громадян України.

## Сусідні муніципалітети
- Авеньо
- Баргальї
- Больяско
- Генуя
- Лумарцо
- П'єве-Лігуре
- Рекко
- Ушіо